# Opsaridium splendens
Opsaridium splendens é uma espécie de peixe actinopterígeo da família Cyprinidae.
Pode ser encontrada nos seguintes países: Burundi e Tanzânia.
Os seus habitats naturais são: rios.
Está ameaçada por perda de habitat.